# 寬喜
寬喜（1229年三月五日至1232年四月二日）是日本的年號之一。這個時代的天皇是後堀河天皇、鎌倉幕府征夷大將軍為藤原賴經、執權為北條泰時。

## 改元
- 安貞三年三月五日（1229年3月31日）改元寬喜
- 寬喜四年四月二日（1232年4月23日）改元貞永

## 紀年、西曆、干支對照表
| 寬喜       | 元年   | 二年   | 三年   | 四年   |
| 儒略曆日期 | 1229年 | 1230年 | 1231年 | 1232年 |
| 干支       | 己丑   | 庚寅   | 辛卯   | 壬辰   |